# 모하마드 모하마둘라
모하마드 모하마둘라(벵골어: মোহাম্মদ মুহম্মদুল্লাহ, 1921년 10월 21일~1999년 11월 12일)는 방글라데시의 대통령이었다. 모하마둘라는 1973년 12월 24일 대통령 권한대행이 되었고, 1974년 1월 24일 대통령으로 선출되었고, 1974년 1월 27일 취임 선서를 했다. 1975년 1월 25일까지 대통령으로 재직했다.

## 생애 및 경력
모하마둘라는 1921년 10월 21일 락슈미푸르구 라이푸르 우파질라에서 태어났다. 그의 아버지 문시 압둘 와합은 사회복지사였다. 1943년, 그는 락슈미푸르 아다르샤 사마드 관립 고등학교에서 중등 학교 자격증을 취득했다. 모하마둘라는 다카 대학교에서 역사학 학사 학위를 받았고, 1948년 다카 대학교에서 다시 LLB 학위를 받았다. 1950년, 그는 다카 바의 회원이 되었다. 1964년, 그는 다카 고등법원에 변호사로 등록되었다.

## 정치 생활
모하마둘라는 1950년부터 동파키스탄 아와미 연맹의 일원이었다. 1953년 동파키스탄의 사무국장으로 선출되어 1972년까지 같은 직책을 맡았다. 그는 1966년 6점 운동에 적극적으로 참여했고, 이 운동으로 오랫동안 투옥되었다. 모하마둘라는 1970년 아와미 연맹의 투표로 동파키스탄 주의회 의원으로 선출되었다. 1971년 방글라데시 독립 전쟁 당시 대통령 권한대행인 세이드 나즈룰 이슬람의 정치 고문으로 임명되었다.
1972년 4월 10일, 그는 방글라데시 헌법 제정 회의 부의장으로 선출되었고, 같은 해 의장 직무대행이 되었다. 1972년 11월 12일 그는 의장으로 선출되었다. 그는 라이푸르-락슈미푸르 선거구에서 국회의원으로 선출되었고, 1973년 다시 하원의장으로 선출되었다.
1973년 12월 24일 대통령 권한대행, 1974년 1월 24일 대통령이 되었다. 1975년 1월, 4차 수정안이 통과되어 당시 대통령이었던 모하마드 모하마둘라를 해임하고 방글라데시 셰이크 무지부르 라흐만을 5년 임기의 대통령으로 만들었다.
1975년 1월 26일 셰이크 무지부르 라흐만 내각에서 토지 행정 및 토지 개혁 장관이 되었다. 1975년 8월 15일 셰이크 무지부르 라흐만 암살 사건 이후 부통령으로 임명되었다. 1980년 방글라데시 민족주의당(BNP)에 입당했다. 그는 1982년 3월 압두스 사타르 대통령에 의해 부통령으로 임명되었으나, 후세인 무하메드 에르샤드 장군이 국가의 행정권을 넘겨받았기 때문에 임기는 겨우 1년 동안 지속되었다. 모하마둘라는 1991년 다시 한번 BNP 투표로 국회의원으로 선출되었다.

## 사망
1999년 11월 12일 78세의 나이로 사망하였다. 그는 해군 본부 근처의 바나니 묘지에 묻혔다.